# Paradrymus exilirostris
Paradrymus exilirostris är en insektsart som beskrevs av Ernst Evald Bergroth 1916. Paradrymus exilirostris ingår i släktet Paradrymus och familjen Rhyparochromidae. Inga underarter finns listade i Catalogue of Life.

## Bildgalleri

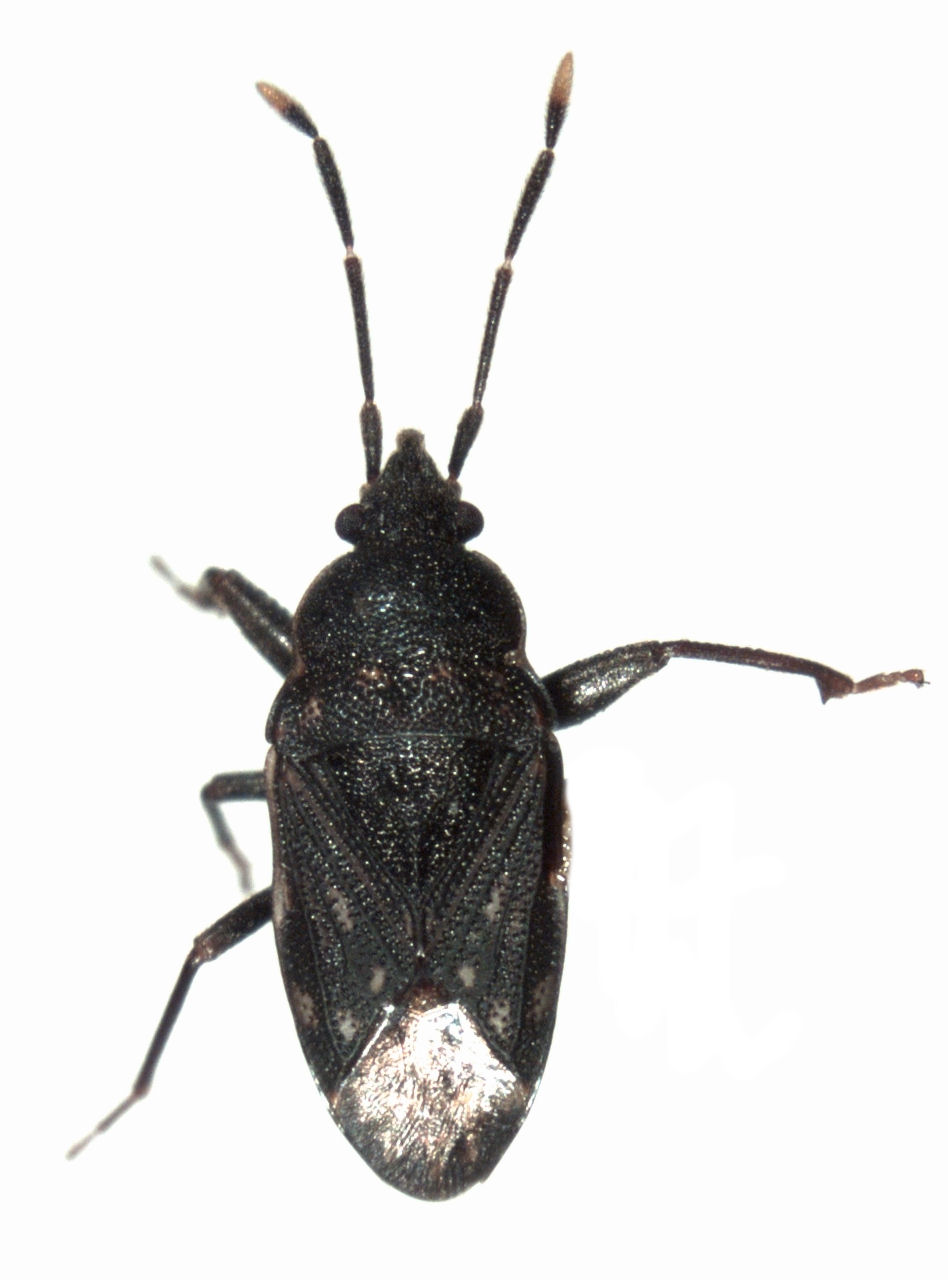